# Port-Saint-Père
Port-Saint-Père là một xã ở Loire-Atlantique bộ phận ở miền tây của đất nước Pháp.

## Điểm tham quan chính
- Planète Sauvage, công viên safari

## Vận chuyển
Gare de Port-Saint-Père-Saint-Mars được phục vụ bằng các dịch vụ xe lửa giữa Pornic, Saint-Gilles-Croix-de-Vie và Nantes.